# День полярника
День полярника — профессиональный праздник, установленный указом Президента Российской Федерации в 2013 году в знак признания заслуг полярников. Отмечается 21 мая. Выбор даты связан с датой открытия 21 мая 1937 года. Именно в эту дату советский летчик Михаил Васильевич Водопьянов (21 мая 1937 года) на самолёте АНТ-6 (арктический вариант ТБ-3) во время первой высокоширотной советской экспедиции «Север» впервые в мире совершил посадку на лёд в районе Северного полюса, применив впервые тормозной парашют. Самолёт Водопьянова доставил группу зимовщиков, которые организовали первую дрейфующую станцию «Северный полюс» (СП-1). За это был награждён вторым орденом Ленина (статуса дважды Героя Советского Союза в то время ещё не существовало).
В 2012 году с инициативой учреждения праздника выступил член Совета Федерации, специальный представитель президента РФ по международному сотрудничеству в Арктике Артур Чилингаров.
Вопрос об учреждении Дня полярника был задан Президенту РФ в ходе «Прямой линии» 25 апреля 2013 года. Его поднял вице-президент Ассоциации полярников Санкт-Петербурга Николай Корнилов. Тогда В.В. Путин ответил шуткой: «Начинайте отмечать, а мы подпишем».